# Tectocepheidae
Tectocepheidae é uma família de ácaros pertencentes à ordem Sarcoptiformes.
Géneros:
- Tectocephalus Berlese, 1895
- Tectocepheus Berlese, 1896
- Tegeozetes Berlese, 1913